# Село полтавське
«Село полтавське» — обласна україномовна інформаційно-публіцистична газета-тижневик Полтавської області. Друкована версія виходить щочетверга. Наклад: 32 000—40 000 примірників.

## Історія
Газета вперше почала виходити 1991 року. Засновники газети — облдержадміністрація, обласна рада, рада сільгосптоваровиробників, Селянська спілка області, обком профспілки працівників АПК, трудовий колектив редакції.

## Зміст
Виходить газета на 16-20-24 аркушах формату А3, кольорність 4+1, 4+4 один раз на тиждень. Основним наповненням газети є актуальні новини Полтавщини, України, світу, місцева самоврядність, соціальні проблеми, економіка, сільське господарство.
Читацька аудиторія: соціально активні категорії населення, керівники та працівники підприємств АПК, власники фермерських господарств, бізнес-структур, працівники органів місцевого самоврядування та виконавчої влади, депутати різних рівнів, політики, представники галузі освіти, медицини, культури.
Кожного номера в газеті «Село полтавське» публікуються інтерактивні журналістські матеріали із сільськогосподарських, переробних чи промислових підприємств, що є візитівкою видання протягом багатьох років діяльності на ринку ЗМІ і забезпечують упізнаваність продукту, тримають цілісно сформовану нішу читацької аудиторії.
Щотижневі додатки:
- «Домашній лікар»
- «Поради до часу»
- «Справи чоловічі»
- «Між нами жінками»

Газета «Село полтавське» розповсюджується в містах та 25 районах Полтавської області.